# Siryn (cómic)
Siryn (Theresa Maeve Rourke Cassidy) es una superheroína irlandesa que aparece en los cómics estadounidenses publicados por Marvel Comics. Creada por el escritor Chris Claremont y el artista Steve Leialoha, el personaje apareció por primera vez en Spider-Woman #37 (abril de 1981). Theresa Cassidy pertenece a una subespecie de humanos llamados mutantes, que nacen con habilidades sobrehumanas. Posee una voz sonora que proporciona diversos efectos mientras que su nombre hace referencia a las Sirenas de la mitología griega y sus hipnóticas voces. Se la representa más comúnmente en asociación con los X-Men. Theresa Cassidy es la hija del superhéroe Sean Cassidy. El personaje también ha sido conocida como Siryn y Banshee en varios momentos de su historia.
Theresa fue criada por el primo y enemigo de Banshee, Black Tom Cassidy, sin el conocimiento de Banshee. En su adolescencia temprana, dejó a Black Tom y finalmente se unió a los X-Men de X-Force y luego a X-Factor.

## Historial de publicación

### Décadas de 1980 a 1990
Theresa Cassidy debutó como villana en Spider-Woman #37 (abril de 1981), creada por el escritor Chris Claremont y el artista Steve Leialoha. Más tarde apareció en la serie Fallen Angels de 1987. Apareció en la serie X-Force de 1991. Apareció en la serie Deadpool: Sins of the Past de 1994. Apareció en la serie Deadpool de 1997.

### Décadas de 2000 a 2020
Theresa Cassidy apareció en la serie Cable & Deadpool de 2005. Más tarde apareció en la serie X-Factor de 2006. Apareció en la serie X-Factor del 2021.

## Biografía ficticia

### Origen
Mientras Sean Cassidy estaba trabajando en una misión de incógnito para la Interpol, Maeve su esposa, dio a luz a su hija, Theresa, en el Cassidy Keep, Irlanda. No mucho más tarde, Maeve murió en un bombardeo de la IRA. Sin medios para contactar a Sean, su primo Tom se hizo cargo de Theresa. Cuando Sean volvió y descubrió la muerte de su esposa, quedó devastado. Antes de que Tom siquiera pudiera decirle de la existencia de su hija, Sean atacó a Tom con su grito sónico por no haber cuidado mejor de Maeve. Mientras que Sean se fue volando con ira, Tom cayó en un abismo, rompiéndose la pierna como resultado del ataque, que lo dejó con una cojera. Enojado, Tom juró vengarse de Sean y prometió nunca hablarle de su hija, criándola en su propio lugar.
Tom (ahora conocido como Black Tom Cassidy), entrenaría a Theresa como su aprendiz en sus actividades delictivas. Cuando todavía era una adolescente, Theresa acompañó a Black Tom y su entonces socio, Juggernaut, a San Francisco, para realizar un crimen. Utilizando el nombre de Siryn, ella les ayudó en el robo de vibranium, y luchó con la original Spider-Woman. Debido a su inexperiencia, se desempeña mal en la batalla y es derrotada por Spider-Woman nuevamente durante la captura temporal de Black Tom. Inicialmente, creyendo que estaba gravemente herida, Black Tom decide romper toda asociación con ella para que no esté expuesta a más peligros. Mientras está en custodia, exonera a Theresa de la responsabilidad de sus crímenes, y le escribe una carta a Sean explicándole quién es ella. Los X-Men llevan a Theresa de vuelta a su sede, donde se reúne alegremente con su padre.

### Isla Muir
Theresa pronto se trasladó a la Isla Muir, sede de los laboratorios de investigación de la Dra. Moira MacTaggert, una vieja aliada de los X-men y novia de su padre. Durante una visita nocturna a la Mansión X, Siryn, Kitty Pryde, Illyana Rasputin, y un joven residente de la Isla Muir llamado Amp, lucharon contra duplicados robóticos de la Hermandad de mutantes diabólicos después de, accidentalmente, liberarlos del Cuarto de Peligro. Más tarde, Siryn tuvo una pelea a golpes con Kitty. Después de que la pelea fue interrumpida por Wolverine, las chicas se reconciliaron. También acompañó a Wolverine y Kitty cuando se les envió por orden del Profesor Charles Xavier, para actuar como guardaespaldas de la estrella de pop mutante Dazzler. Dazzler quedó tan impresionada con la entrega de Theresa, que le pidió a la joven mutante actuar como corista en uno de sus conciertos.
Mientras vivía en la isla, Siryn comenzó una relación sentimental con el mutante conocido como Jamie Madrox, alias el Hombre Múltiple. Pero esta versión de Madrox resultó ser uno de sus muchos duplicados y no el Hombre Múltiple original, dando lugar al final de la relación. Durante este tiempo Siryn y el Hombre Múltiple viajaron a Nueva York. Ella y Madrox iniciaron una brigada para ayudar a los Nuevos Mutantes a encontrar dos de sus miembros, Sunspot y Warlock. En el transcurso de esta aventura, Siryn y el Hombre Múltiple se unieron a los Fallen Angels. Con este equipo, vivieron una serie de curiosas aventuras.
Más tarde, de vuelta en la Isla Muir, cayó bajo el control mental del Rey Sombra y combatió a los X-Men.

### Fuerza-X
Siryn se convierte en parte de Fuerza-X, luego de ayudar al grupo en una batalla contra Juggernaut y Black Tom. Como miembro de Fuerza-X, su compañero de equipo, Warpath desarrolla un interés romántico hacia ella mientras Siryn comienza un coqueteo continuo con el mercenario Deadpool. Deadpool y Siryn se involucraron cuando los dos se encontraron luchando contra Black Tom y Juggernaut. Aunque Banshee advirtió a Siryn que Deadpool era un loco y un asesino, ella se enamoró de él, incluso mirando más allá de su apariencia horrible. Debido a esta bondad, Deadpool se enamora de Siryn y a menudo estaba sentado afuera de su ventana mientras ella dormía en la Mansión X. Con el tiempo, Siryn se convirtió en la voz de la razón y la cordura en Deadpool, tratando de influir en él para el lado del bien. Ella le ayuda a algunas de sus misiones, como cuando Deadpool sintió que necesitaba un poco de sangre de Hulk para restaurar sus propios poderes curativos.
Siryn enfrenta a adversarios diversos durante su estancia en Fuerza-X. Ella ayuda a sofocar un golpe de Estado en el reino del Asgard. Ella se enfrenta a las fuerzas de Onslaught y al tirano interdimensional conocido como Mojo. Ella también se enfrenta a un serio problema de alcoholismo. Warpath le ayuda a hacer frente a sus problemas de consumo de alcohol, y ella comenzó a llevar un estilo de vida sobrio. Ella abandonó al equipo cuando Feral, una excompañera de Fuerza-X, se transformó en villana, y le cortó la garganta, destruyendo sus cuerdas vocales y dejándola temporalmente muda e impotente.

### X-Corporation
Gracias a la ayuda de Deadpool, Siryn sanó completamente de sus heridas cuerdas vocales. Deadpool localizó a Wolverine y robó una muestra de su sangre para curarla.
Siryn se une a la rama de París, Francia de la fuerza internacional mutante conocida como X-Corporation, donde se reencuentra con viejos amigos como el Hombre Múltiple, Rictor y Bala de Cañón, y trabaja por primera vez con M. Su primera misión resultó muy bien, y Siryn tuvo que hacer frente a la pérdida de otro amigo, Darkstar.

### X-Factor
Siryn deja X-Corporation para convertirse en miembro de la Agencia de investigadores X-Factor. Siryn, como parte de sus tareas iniciales de detective, investiga el asesinato de una mujer que murió en el ático de una estrella de cine, en nombre de la hermana de la víctima. Una empresa rival, Investigaciones Singularity, representó al actor con Damian Tryp Jr. como su abogado defensor. Cuando Siryn e Investigaciones X-Factor se las arreglaron para incriminar a la estrella, Tryp Jr. se enfureció tanto que él emboscó a Siryn y la golpeó, dejándola morir en un callejón. Ella fue rescatada posteriormente por Rictor.
Siryn estaba en un estado de negación acerca de la muerte de su padre.
Debido a un triángulo amoroso con sus compañeros de equipo Hombre Multiple y Monet St. Croix, las relaciones de Siryn y sus compañeros se volvieron tensas. Durante una noche de alcohol por parte de Jamie Madrox, Siryn termina durmiendo con Madrox, y St. Croix con su duplicado. Ambas mujeres son conscientes de que esto había ocurrido y, a la vez, ambas guardan la esperanza de continuar una relación romántica con él. Pero Madrox se resiste a decidir entre ambas.
Siryn y los otros miembros de X-Factor, respondieron a la llamada de auxilio de las Stepford Cuckoos cuando Hulk asalta la Mansión-X.
Más tarde, X-Factor se alía con los X-Men y los New X-Men, para rescatar al bebé mutante mesías. Más tarde, Siryn recibe una llamada del mutante Peepers, que estaba siendo perseguido por Predator X, pero Theresa llega demasiado tarde para ayudarle y encuentra lo que queda de su cadáver.

### Sean
Más tarde, Siryn revela que ella está embarazada de Jamie Madrox. Inicialmente ella decide no decirle nada a Madrox, y cuando lo intenta, él cree, erróneamente, que quiere dejar de X-Factor. Jamie finalmente se entera de esto. Posteriormente, Theresa entra en labor de parto. En medio de ello, pide a Jamie casarse con ella. Ella da a luz a un niño, y lo llama "Sean" en honor a su padre, cuya muerte, ella finalmente acepta. Apenas unas horas después de su nacimiento, el bebé Sean, es absorbido en el cuerpo de Jamie, completamente en contra de su voluntad para horror de Jamie, Theresa y X Factor. Jamie dice después de que Sean era un "niño duplicado", y su cuerpo lo absorbió dentro de él, como a cualquiera de sus otros duplicados, pero una Theresa afligida sólo se llenó de ira hacia Jamie.
Después del embarazo, Madrox deja al equipo y Theresa se hace cargo, a pesar de que se hunde en la tristeza por los acontecimientos recientes. Tras el regreso de Madrox, ella se ofrece a abandonar la sede del equipo en Detroit y reiniciar una rama con Strong Guy en Nueva York. Se disuelve el equipo de Detroit, con lo que la mayoría de los miembros de regreso en la sucursal de Nueva York. Ella se reúne con su exnovio Deadpool y tiene una aventura con él. Siryn toma el nombre clave de su difunto padre como su propio y comienza a llamarse a sí misma "Banshee" en honor a su memoria. Durante los eventos de "X-Men: Second Coming", se revela que los agentes de la División de Respuesta Mutante se están preparando para atacar a Siryn y asesinarla.

### Morrigan
Más tarde, Kaos y Wolverine, reciben informes de una mujer que ha estado cometiendo asesinatos, y coincide con la descripción de Siryn. Trasn confrontarla, descubren que en realidad se trata de una niña hechicera, que ha invocado a una diosa celta llamada Morrigan. Morigan secuestra a Siryn y le ofrece adorarla. Ella se niega, y entonces la demonio trata de matarla. Afortunadamente Siryn es rescatada por un demonio de nombre Jezabel, quien le dice que se prepare para eventos en el futuro.
Siryn regresa a casa, donde Polaris ha caído de nuevo en un estado de crisis mental. Siryn y Layla Miller deciden entonces invocar a Morrigan para que rescate a Polaris. Morrigan acepta, a cambio de que Polaris se convierta en su nueva huésped. Siryn la engaña, pero cuando Morrigan intenta poseer a Polaris, es atacada y aparentemente destruida por Siryn. Más tarde, Siryn se reconcilia con madrox y le revela que aun tiene sentimientos por el.
Más tarde, Madrox se transforma en un demonio, siendo rescatado por Siryn.

## Poderes
Siryn es una mutante que posee poderes sónicos similares a los de su padre, Banshee, aunque ella es capaz de usar sus poderes de manera que Banshee, aparentemente, no podía. Al igual que su padre, ella tiene la capacidad de emitir "gritos sónicos" de altos decibeles para crear varios efectos sonoros con sus cuerdas vocales. También puede variar el tono para desviar proyectiles. Ella posee un mayor sentido auditivo y puede usar su voz para detectar objetos. Mientras grita, Siryn es capaz de volar a la velocidad del sonido. Siryn tiene ataques sónicos especialmente potentes: Ella puede hacer añicos objetos; crear explosiones de fuerza sónica, o causar dolor inmediato, náuseas / vómitos y pérdida del conocimiento. Ella también posee poderes psíquicos para crear un campo de fuerza que la protege en contra de sus propias vibraciones sónicas.
Ella es vulnerable a la pérdida de la capacidad de utilizar su poder de manera efectiva por sobreesfuerzo y el uso excesivo de sus gritos sónicos o lesiones en la garganta y las cuerdas vocales. Ella también carece de un control preciso de sus habilidades cuando está en peligro extremo.
A diferencia de su padre, Siryn es capaz de influir y controlar a otros seres humanos con sus poderes sonicos, así como hacer que se introduzcan en un estado hipnótico. Siryn también puede causar que la persona deseada se enamore de ella sin distinción de sexo u orientación sexual y les den ganas de tener sexo juntos, como las míticas sirenas. Siryn una vez utilizó esta capacidad en Spider-Man.
Además, también puede evitar que otras personas escuchen sonidos externos.

## Otras versiones

### Era de Apocalipsis
En esta línea temporal alterna, Siryn es conocida como Sonique, y es la compañera de X-Man. Ella lo auxilia en su lucha contra Mr. Siniestro.

## En otros medios

### Cine
- Siryn interpretada por la actriz Shauna Kain aparece por unos momentos al inicio de la película X-Men 2 entre los estudiantes mutantes en el museo. Luego cuando Pyro tiene un altercado con unos bravucones en la cafetería del museo y el Profesor X interviene paralizando a las personas para reprocharlo, Siryn se acerca y toca a un hombre de anteojos con el dedo. También hay una referencia a ella (y a su padre), después, cuando su apellido Cassidy aparece en una lista de mutantes que Mystique mira al revisar la computadora de Stryker buscando los archivos de Magneto. Más tarde cuando las fuerzas de William Stryker entran a la Mansión X durante la noche, ella se despierta y lanza un fuerte grito sónico alertando al resto de los estudiantes pero es inmediatamente sedada por los soldados de Stryker.

- Shauna Kain repite su papel de Siryn en X-Men: The Last Stand.